# Redaellia elegans
Redaellia elegans är en svampart som beskrevs av Cif. 1930. Redaellia elegans ingår i släktet Redaellia och familjen Trichocomaceae.   Inga underarter finns listade i Catalogue of Life.